# Esperando a Godot
Esperando a Godot (en francés: En attendant Godot), a veces subtitulada Tragicomedia en dos actos, es una obra perteneciente al teatro del absurdo, escrita a finales de los años 1940 por Samuel Beckett y publicada en 1952 por Éditions de Minuit. Beckett escribió la obra originalmente en francés, su segunda lengua. La traducción al inglés fue realizada por el mismo Beckett y publicada en 1955.

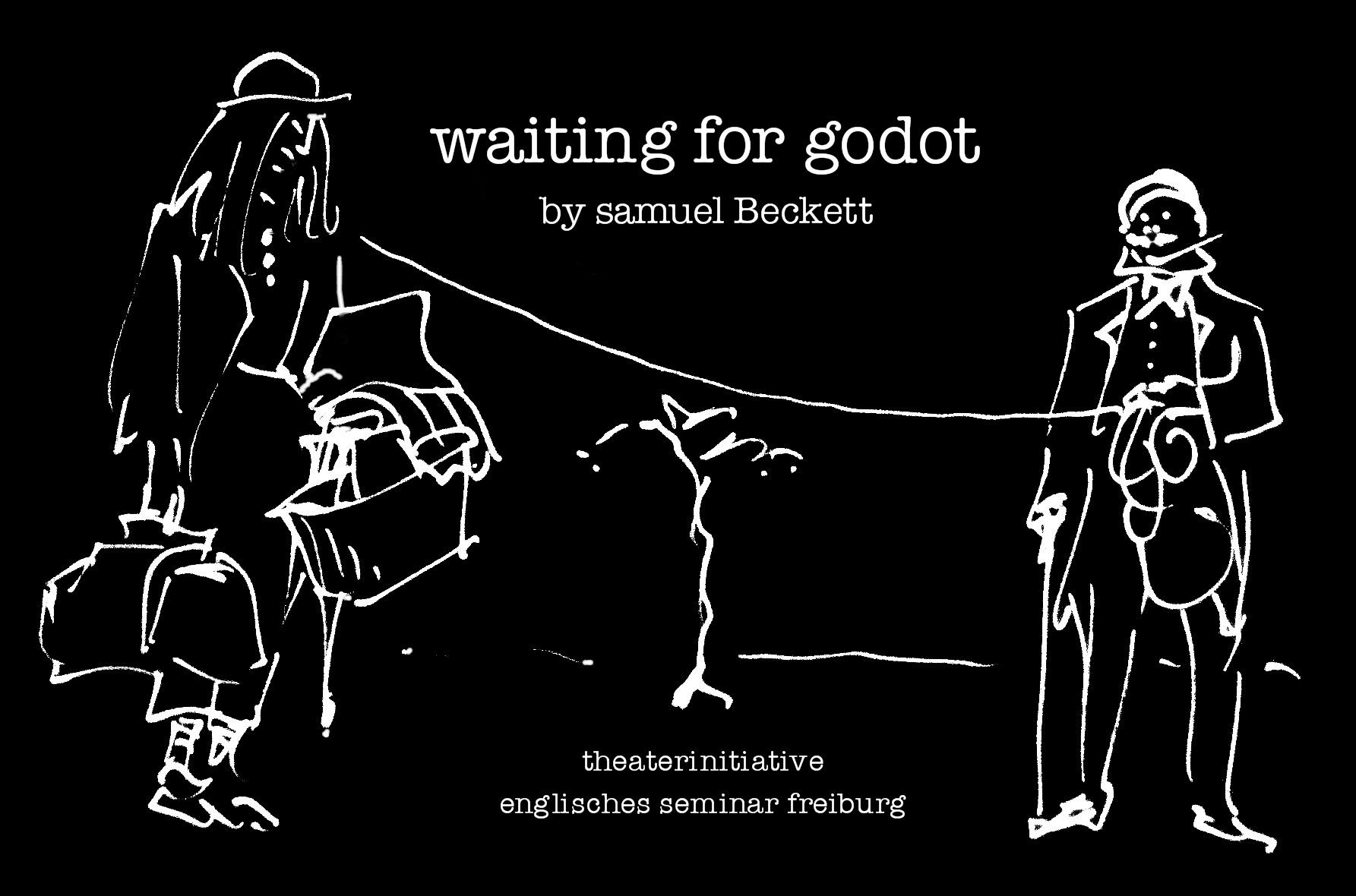
Lucky y Pozzo

La obra se divide en dos actos, y en ambos aparecen dos vagabundos llamados Vladimir y Estragon que esperan en vano junto a un camino a un tal Godot, con quien (quizás) tienen alguna cita. El público nunca llega a saber quién es Godot, o qué tipo de asunto han de tratar con él. En cada acto, aparecen el cruel Pozzo y su esclavo Lucky (en inglés, «afortunado»), seguidos de un muchacho que hace llegar el mensaje a Vladimir y Estragon de que Godot no vendrá hoy, "pero mañana seguro que sí".
Esta trama, que intencionalmente no tiene ningún hecho relevante y es altamente repetitiva, simboliza el tedio y la carencia de significado de la vida humana, tema recurrente del existencialismo. Una interpretación extendida del misteriosamente ausente Godot es que representa a Dios (en inglés: God), aunque Beckett siempre negó esto. Beckett afirmó que derivaba de godillot, que en jerga francesa significa bota. El título podría entonces sugerir que los personajes están esperando «a la bota». Como nombre propio, Godot también puede ser un derivado de diferentes verbos franceses.

## Sinopsis

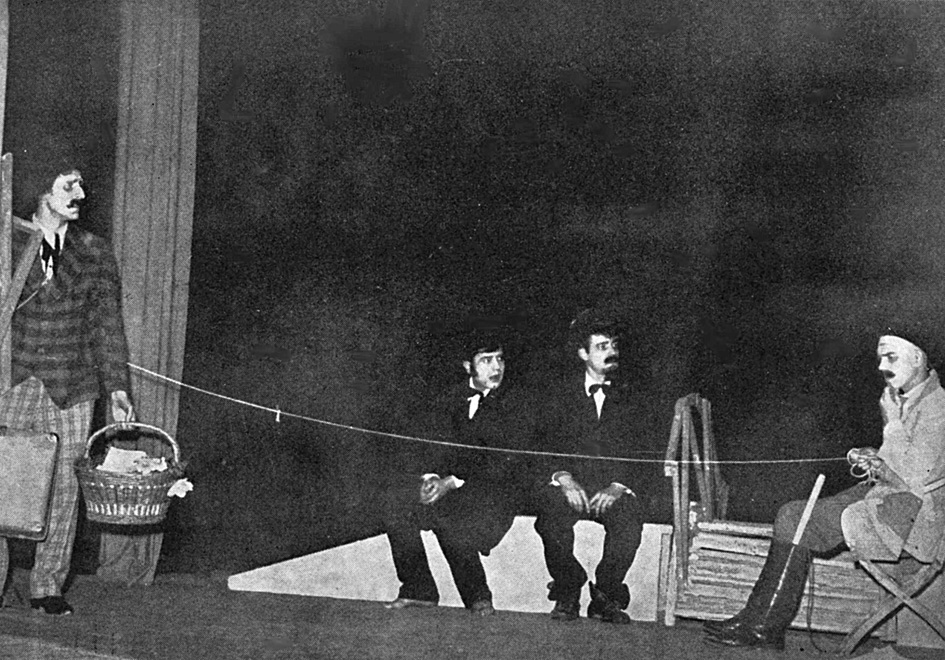
Esperando a Godot, dirigida por el director teatral macedonio Bore Angelovski

La obra está dividida en dos actos. La trama trata de Vladimir (también llamado Didi) y Estragon (también llamado Gogo), quienes llegan a un lugar junto a un camino, al lado de un árbol, para esperar la llegada de Godot. Vladimir y Estragon parecen ser vagabundos: su ropa es andrajosa y no les viene bien; otra teoría [cita requerida] es que podrían ser refugiados o soldados desplazados de un conflicto, como la Segunda Guerra Mundial, que acababa de terminar y que inspiró mucho la dramaturgia de Beckett. Pasan el tiempo conversando y a veces discutiendo.
Estragon se queja de que los zapatos no le quedan bien y Vladimir presume de piernas agarrotadas debido a un doloroso problema de vejiga. Hacen vagas alusiones sobre la naturaleza de sus circunstancias y sobre las razones para encontrarse con Godot (pero el público nunca llega a saber quién es Godot o por qué es tan importante). Pronto les interrumpe la llegada de Pozzo, un hombre cruel pero lírico que afirma ser el dueño de la tierra donde se encuentran, junto con su criado Lucky, a quien parece controlar por medio de una larga cuerda. Pozzo se sienta para darse un festín de pollo y más tarde tira los huesos a los dos vagabundos.
Los entretiene haciendo bailar animadamente a Lucky, y entonces les da un sermón improvisado sobre las teorías de George Berkeley. Tras la partida de Pozzo y Lucky, un niño llega con un mensaje de Godot: "parece que no vendrá hoy, pero vendrá mañana por la tarde". El muchacho también confiesa que Godot castiga a su hermano y que él y su hermano duermen en la buhardilla de un granero.
El segundo acto sigue un patrón similar al del primero, pero cuando Pozzo y Lucky llegan, Pozzo se ha vuelto inexplicablemente ciego, y Lucky, mudo. De nuevo viene el chico para anunciar que Godot no vendrá, si bien el muchacho afirma no ser el mismo niño que el día anterior había traído el mismo mensaje.
El celebérrimo final de la obra resume con claridad su falta de acción:
Vladimir: Alors, on y va?
Estragon: Allons-y.
Ils ne bougent pas.
Vladimir: ¡Qué! ¿Nos vamos?
Estragon: Sí, vámonos.
No se mueven.

## Personajes
Beckett se abstuvo de elaborar los personajes más allá de lo que había escrito en la obra. Una vez recordó que cuando Sir Ralph Richardson "quería saber todo sobre Pozzo, la dirección de su casa y su curriculum vitae, y parecía hacer de la entrega de esta y otras informaciones similares la condición para que se dignara a ilustrar el papel de Vladimir... Le dije que todo lo que sabía sobre Pozzo estaba en el texto, que si hubiera sabido más lo habría puesto en el texto, y que eso era cierto también para los otros personajes".

### Vladimir y Estragón

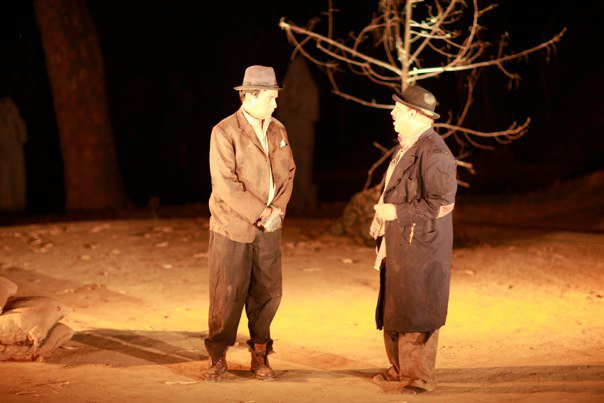
Vladimir y Estragón (The Doon School, India, 2010)

Cuando Beckett comenzó a escribir, no tenía una imagen visual de Vladimir y Estragón. En el texto nunca se hace referencia a ellos como vagabundos, aunque a menudo se les representa con trajes de vagabundos en el escenario. Roger Blin aconseja: "Beckett escuchó sus voces, pero no pudo describir sus personajes. [Dijo]: 'Lo único de lo que estoy seguro es de que llevan bombín.' " "El bombín era, por supuesto, de rigueur para los hombres en muchos contextos sociales cuando Beckett crecía en Foxrock, y [su padre] solía llevar uno." Dicho esto, la obra indica que la ropa que lleva, al menos Estragón, es cutre. Cuando Vladimir le dice que debería haber sido poeta, Estragón dice que lo era, señala sus harapos y pregunta si no es evidente.
No hay descripciones físicas de ninguno de los dos personajes; sin embargo, el texto indica que Vladimir es el más pesado de la pareja: la escena de la contemplación del suicidio nos dice exactamente eso. Los jugadores de bolos y otros aspectos ampliamente cómicos de sus personajes han recordado al público moderno a Laurel y Hardy, que ocasionalmente interpretaban a vagabundos en sus películas. "El juego de pasar el sombrero en Esperando a Godot y la incapacidad de Lucky para pensar sin el sombrero puesto son dos derivaciones obvias de Beckett de Laurel y Hardy: una sustitución de la forma por la esencia, de la cobertura por la realidad", escribió Gerald Mast en The Comic Mind: Comedy and the Movies. Su "cotorreo", que incluye modismos hiberno-ingleses, indica que ambos son irlandeses.
Vladimir permanece de pie durante la mayor parte de la obra, mientras que Estragón se sienta en numerosas ocasiones e incluso se adormece. "Estragón está inerte y Vladimir inquieto" Vladimir mira al cielo y reflexiona sobre asuntos religiosos o filosóficos. Estragón "pertenece a la piedra", preocupado por cosas mundanas como qué puede conseguir para comer y cómo aliviar sus dolores físicos; es directo, intuitivo. El medio monótono y ritualista por el que Estragón se sienta continuamente sobre la piedra puede compararse con el constante limado de uñas que lleva a cabo Winnie en Happy Days, otra de las obras de Beckett; ambas acciones representan la lenta y deliberada erosión de la vida de los personajes. Le cuesta recordar, pero puede rememorar ciertas cosas cuando se le pide, por ejemplo, cuando Vladimir pregunta: "¿Te acuerdas del Evangelios?" Estragón le habla a Vladimir de los mapas coloreados de Tierra Santa y de que planeaba pasar la luna de miel junto al Mar Muerto; es su memoria a corto plazo la que es más deficiente y apunta a que, de hecho, puede estar sufriendo la enfermedad de Alzheimer. Al Álvarez escribe: "Pero quizás el olvido de Estragón sea el cemento que une su relación. Él olvida continuamente, Vladimir se lo recuerda continuamente; entre los dos pasan el tiempo." El olvido de Estragón proporciona también al autor cierta utilidad narrativa, permitiendo que las conversaciones mundanas y vacías que mantienen él y Vladimir continúen sin problemas. Llevan cincuenta años juntos, pero cuando Pozzo les pregunta, no revelan sus edades reales. La vida de Vladimir no está exenta de molestias, pero es el más resistente de la pareja. "El dolor de Vladimir es sobre todo angustia mental, lo que explicaría su cambio voluntario de su sombrero por el de Lucky, significando así el deseo simbólico de Vladimir por los pensamientos de otra persona." Estas caracterizaciones representaban, para algunos, el acto de pensar o el estado mental (Vladimir) y las cosas físicas o el cuerpo (Estragón). Esto se representa visualmente por la continua atención de Vladimir a su sombrero y de Estragón a sus botas. Aunque los dos personajes son temperamentalmente opuestos, con sus diferentes respuestas a una situación, ambos son esenciales, como se demuestra en la forma en que las cavilaciones metafísicas de Vladimir se equilibran con las exigencias físicas de Estragón.
Las caracterizaciones anteriores, sobre todo la que se refiere a su situación existencial, se demuestran asimismo en uno de los temas recurrentes de la obra, que es el sueño. Hay dos ocasiones en las que Estragón se queda dormido en la obra y tiene pesadillas, sobre las que quiere contárselas a Vladimir cuando se despierta. Éste se niega a escucharlo, ya que no puede tolerar la sensación de atrapamiento que experimenta el soñador durante cada episodio. Esta idea de atrapamiento apoya la opinión de que el escenario de la obra puede entenderse más claramente como un paisaje onírico, o bien, una forma de Purgatorio, del que ninguno de los hombres puede escapar. Una interpretación señaló el vínculo entre las experiencias de los dos personajes y la forma de representarlas: la impotencia en la pesadilla de Estragón y el apuro de Vladimir de esperar mientras su compañero duerme. Igualmente se dice que el sueño y la impaciencia permiten a los espectadores distinguir entre los dos personajes principales, que el sueño expresa la concentración de Estragón en sus sensaciones mientras que la inquietud de Vladimir refleja su concentración en sus pensamientos. Este aspecto particular que implica el sueño, es indicativo de lo que algunos llamaron un patrón de dualidad en la obra. En el caso de los protagonistas, la dualidad implica el cuerpo y la mente, haciendo que los personajes sean complementarios.
A lo largo de la obra, la pareja se refiere el uno al otro con los nombres cariñosos de "Didi" y "Gogo", aunque el chico se dirige a Vladimir como "Mister Albert". Beckett pretendía originalmente llamar a Estragón "Lévy", pero cuando Pozzo le interroga, da su nombre como "Magrégor, André" y también responde a "Catulle en francés o "Catullus" en la primera edición de Faber. Esto se convirtió en "Adam" en la edición americana. La única explicación de Beckett fue que estaba "harto de Catulo".
Vivian Mercier describió Esperando a Godot como una obra que "ha logrado una imposibilidad teórica: una obra en la que no pasa nada y que, sin embargo, mantiene al público pegado a sus asientos. Es más, dado que el segundo acto es una repetición sutilmente diferente del primero, ha escrito una obra en la que no pasa nada, dos veces" Mercier cuestionó en una ocasión a Beckett sobre el lenguaje utilizado por la pareja: "Me pareció... que hizo que Didi y Gogo sonaran como si hubieran obtenido un doctorado. ¿Cómo sabes que no lo habían hecho?", fue su respuesta." Está claro que conocieron tiempos mejores, como una visita a la Torre Eiffel y la vendimia junto al Ródano; esto es todo lo que cualquiera de los dos tiene que decir sobre sus pasados, salvo la afirmación de Estragón de haber sido poeta, una explicación que Estragón da a Vladimir de su indigencia. En la primera producción escénica, que Beckett supervisó, ambos son "más desaliñados que harapientos... Vladimir, al menos, es capaz de escandalizarse... por una cuestión de etiqueta cuando Estragón suplica huesos de pollo o dinero".

### Pozzo y Lucky
Jean Martin, que originó el papel de Lucky en París en 1953, habló con una doctora llamada Marthe Gautier, que trabajaba en el Hospital Pitié-Salpêtrière. Martin le preguntó si conocía una razón fisiológica que explicara la voz de Lucky tal y como aparecía en el texto. Gautier sugirió la enfermedad de Parkinson, que, según ella, "comienza con un temblor, que se hace cada vez más notable, hasta que más tarde el paciente ya no puede hablar sin que le tiemble la voz". Martin empezó a incorporar esta idea en sus ensayos. Beckett y el director pueden no haber estado completamente convencidos, pero no expresaron ninguna objeción. Cuando Martin mencionó al dramaturgo que estaba "interpretando a Lucky como si sufriera de Parkinson", Beckett respondió diciendo "Sí, por supuesto", y mencionando que su propia madre tenía Parkinson.
Cuando le preguntaron a Beckett por qué Lucky se llamaba así, respondió: "Supongo que tiene suerte de no tener más expectativas..."

Se ha afirmado que "Pozzo y Lucky son simplemente Didi y Gogo en grande", por muy desequilibrada que sea su relación. Sin embargo, se observa que el dominio de Pozzo es superficial; "si se examina más de cerca, se hace evidente que Lucky siempre poseía más influencia en la relación, ya que bailaba, y lo que es más importante, pensaba, no como un servicio, sino para llenar una necesidad vacante de Pozzo: cometía todos estos actos 
. Pozzo. Así, desde la primera aparición del dúo, el verdadero esclavo siempre había sido Pozzo" Pozzo atribuye a Lucky haberle dado toda la cultura, el refinamiento y la capacidad de razonar que posee. Su retórica ha sido aprendida de memoria. La "pieza de fiesta" de Pozzo sobre el cielo es un claro ejemplo: a medida que su memoria se desmorona, se ve incapaz de continuar por sus propios medios.
Poco se sabe de Pozzo, aparte de que se dirige a la feria para vender a su esclavo, Lucky. Se presenta muy parecido al terrateniente de la Ascendencia, bravucón y engreído. Su pipa está fabricada por Kapp y Peterson, los más conocidos estancos de Dublín (su eslogan era "La pipa del hombre pensante") a la que se refiere como una "briar" pero a la que Estragón llama una "dudeen", enfatizando las diferencias en su posición social. Confiesa tener mala memoria, pero es más bien el resultado de un ensimismamiento permanente. "Pozzo es un personaje que tiene que sobrecompensar. Por eso exagera... y su sobrecompensación tiene que ver con una profunda inseguridad en él. Estas son cosas que Beckett dijo, términos psicológicos que utilizó"
Pozzo controla a Lucky por medio de una cuerda muy larga, de la que tira si Lucky se retrasa lo más mínimo. Lucky parece ser el miembro servil de su relación, al menos al principio, llevando a cabo todas las tareas que Pozzo le ordena sin cuestionarlas, representando una forma de "devoción perruna" hacia su "amo". Lucha con una pesada maleta, cayendo en varias ocasiones, sólo para ser ayudado y sostenido por Estragon y Vladimir. Lucky sólo habla una vez en la obra y es en respuesta a la orden de Pozzo de "pensar" para Estragón y Vladimir. Pozzo y Lucky llevan juntos sesenta años. Los meandros filosóficos ostensiblemente abstractos suministrados al público por Lucky durante su discurso han sido descritos como "un torrente de galimatías completamente sin sentido" por Martin Esslin en su ensayo, "The Theatre of the Absurd". Esslin sugiere que este escupitajo filosófico, aparentemente involuntario, es un ejemplo del trabajo del actor "contra el diálogo en lugar de con él", lo que da pie a las afirmaciones de Esslin de que el "fervor de la entrega" en la obra debe "estar en contraste dialéctico con la falta de sentido de las líneas". El consejo de Beckett al director estadounidense Alan Schneider fue: "[Pozzo] es un hipómano y la única manera de interpretarlo es hacerlo loco"."
"En su traducción [al inglés] [...] Beckett se esforzó por conservar la atmósfera francesa en la medida de lo posible, de modo que delegó todos los nombres y lugares ingleses en Lucky, cuyo propio nombre, pensaba, sugería tal correlación".

### El niño

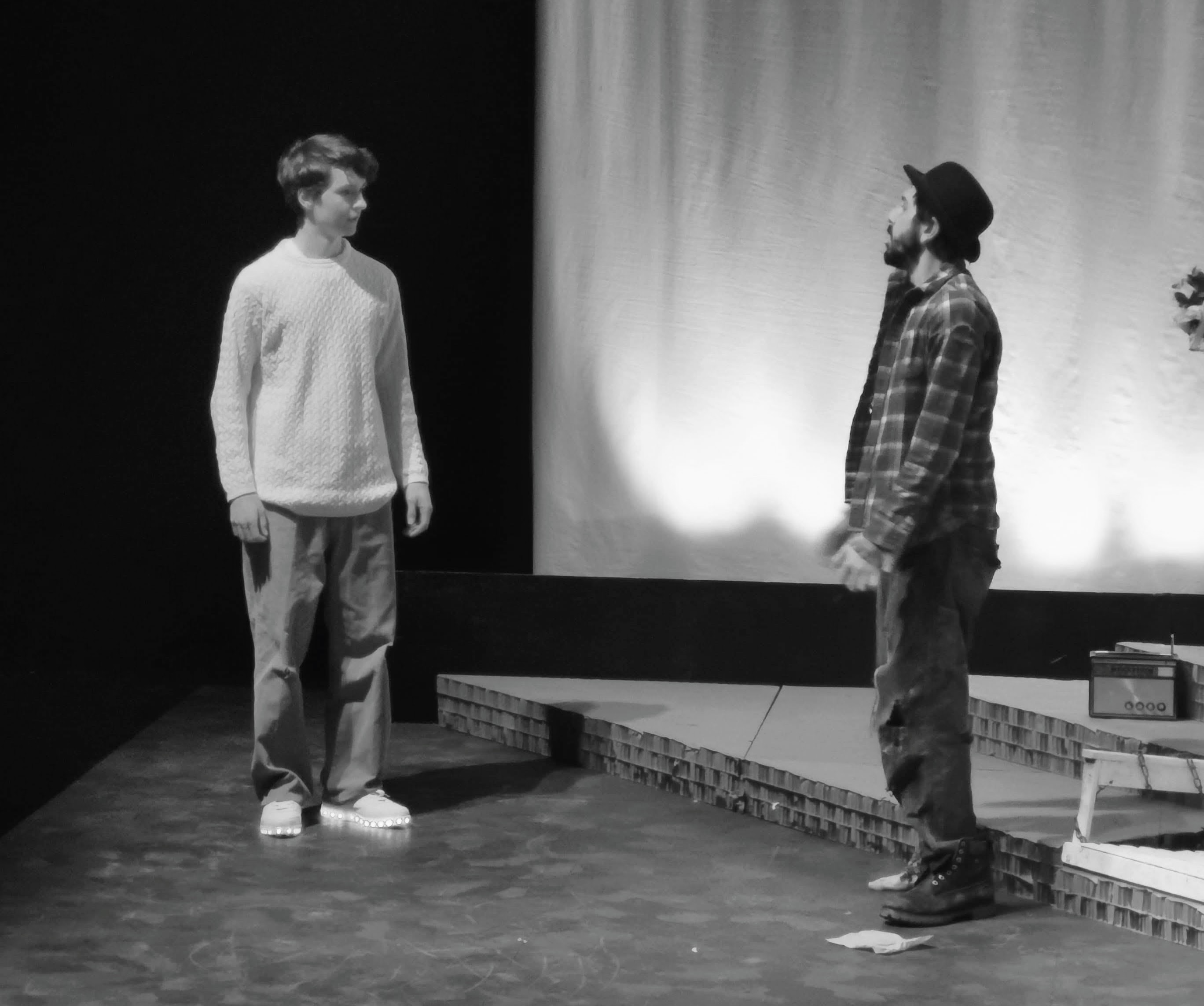
Estragón y el niño (Universidad de Chicago, 2020)

En la lista de reparto se especifica sólo un niño.
El chico del primer acto, un muchacho del pueblo, asegura a Vladimir que es la primera vez que lo ve. Dice que no estuvo allí el día anterior. Confirma que trabaja para el señor Godot como cabrero. Su hermano, al que Godot golpea, es un pastor. Godot los alimenta a ambos y les permite dormir en su pajar.
El muchacho del acto II también le asegura a Vladimir que no fue él quien los llamó el día anterior. Insiste en que ésta es también su primera visita. Cuando Vladimir le pregunta qué hace Godot, el niño le dice: "No hace nada, señor". También nos enteramos de que tiene una barba blanca -posiblemente, el niño no está seguro-. Este chico tiene un hermano que parece estar enfermo, pero no hay pruebas claras que sugieran que su hermano es el chico que vino en el Acto I o el que vino el día anterior.
Tanto si el chico del acto I es el mismo del acto II como si no, ambos chicos son educados pero tímidos. En el primer acto, el chico, a pesar de llegar cuando Pozzo y Lucky todavía están cerca, no se anuncia hasta después de que Pozzo y Lucky se vayan, diciendo a Vladimir y Estragón que esperó a que los otros dos se fueran por miedo a los dos hombres y al látigo de Pozzo; el chico no llega lo suficientemente pronto en el acto II para ver a Lucky o a Pozzo. En ambos actos, el chico parece dudar en hablar mucho, diciendo sobre todo "Sí, señor" o "No, señor", y termina saliendo corriendo.

### Godot
La identidad de Godot ha sido objeto de numerosos debates. "Cuando Colin Duckworth preguntó a Beckett a bocajarro si Pozzo era Godot, el autor respondió: 'No. Sólo está implícito en el texto, pero no es cierto.' "
Deirdre Bair dice que aunque "Beckett nunca discutirá las implicaciones del título", sugiere dos historias que pueden haberlo inspirado, al menos parcialmente. La primera es que, dado que los pies son un tema recurrente en la obra, Beckett ha dicho que el título le fue sugerido por el término francés de jerga para referirse a las botas: "godillot, godasse'. La segunda historia, según Bair, es que Beckett se encontró una vez con un grupo de espectadores en la carrera ciclista francesa Tour de France, que le dijeron "Nous attendons Godot" -esperaban a un competidor que se llamaba Godot.
"Beckett dijo a Peter Woodthorpe que se arrepentía de haber llamado "Godot" al personaje ausente, por todas las teorías sobre Dios a las que esto había dado lugar" "También le dije a [Ralph] Richardson que si por Dios se hubiera referido a Dios, habría dicho Dios, y no Godot. Esto pareció decepcionarle mucho" Dicho esto, Beckett admitió en una ocasión: "Sería fatuo por mi parte pretender que no soy consciente de los significados que se atribuyen a la palabra 'Godot', y de la opinión de muchos de que significa 'Dios'. Pero hay que recordar que escribí la obra en francés, y si tenía ese significado en mi mente, estaba en algún lugar de mi inconsciente y no era abiertamente consciente de ello". (Nota: la palabra francesa para 'Dios' es 'Dieu'). Sin embargo, "Beckett ha subrayado a menudo los fuertes impulsos inconscientes que controlan en parte su escritura; incluso ha hablado de estar 'en un trance' cuando escribe" Aunque Beckett declaró que originalmente no tenía conocimiento de la obra de Balzac Mercadet ou le faiseur, cuyo personaje Godeau tiene un nombre que suena idéntico y está involucrado en una situación similar, se ha sugerido que puede haber sido influenciado por El adorable tramposo, una adaptación menor de Mercadet protagonizada por Buster Keaton, cuyas obras Beckett había admirado, y al que posteriormente buscó para Film.
A diferencia de otros lugares de la obra de Beckett, en esta obra no aparece ninguna bicicleta, pero Hugh Kenner en su ensayo "El centauro cartesiano" informa de que Beckett, en una ocasión, al preguntársele por el significado de Godot, mencionó a "un veterano ciclista de carreras, calvo, un 'stayer', recurrente clasificado en los campeonatos municipales y nacionales, de nombre de pila esquivo, de apellido Godeau, pronunciado, por supuesto, de forma no diferente a Godot." Está claro que Esperando a Godot no trata del ciclismo de pista, pero se dice que el propio Beckett sí esperó al ciclista francés Roger Godeau (1920-2000; ciclista profesional de 1943 a 1961) a la salida del velódromo de Roubaix.
De los dos chicos que trabajan para Godot, sólo uno parece estar a salvo de los golpes, "Beckett dijo, sólo medio en broma, que uno de los pies de Estragón se salvó".
El nombre "Godot" se pronuncia según el propio Beckett con énfasis en la primera sílaba. Georges Borchardt, agente literario de Beckett y que representa el patrimonio literario de Beckett, siempre ha pronunciado "Godot" a la manera francesa, con igual énfasis en ambas sílabas. Borchardt lo comprobó con el sobrino de Beckett, Edward, quien le dijo que su tío también lo pronunciaba así. La producción de Broadway de 1956 dividió la diferencia haciendo que Vladimir pronunciara "Godot" con igual énfasis en ambas sílabas (goh-doh) y que Estragón lo pronunciara con el acento en la segunda sílaba (go'doh).

## Interpretaciones
Beckett utiliza la interacción entre sus personajes para simbolizar el tedio y la carencia de significado de la vida moderna, ambos temas principales del existencialismo. El crítico Vivian Mercier resumió los dos actos de la obra en: "nada ocurre, dos veces". Otro crítico, refiriéndose a las interminables escenas y a la escasez de personajes, resumió su crítica con una frase de la propia obra: "¡Nada ocurre, nadie viene, nadie va, es terrible!"
A pesar de esa frialdad, la obra también presenta momentos de comedia, que recuerdan el hieratismo de la comedia de Charlie Chaplin o Buster Keaton. Algunas escenas que incluyen juegos con sombreros, fueron adaptadas de los Hermanos Marx, y quizás el número de personajes (cuatro, de los cuales uno es mudo y otro tiene un nombre italiano) podría basarse en lo mismo. El crítico Kenneth Burke argumentó que la relación de Vladimir y Estragon está basada en la de El Gordo y el Flaco [cita requerida].
Muchos lectores de esta obra han interpretado que el personaje Godot representa simbólicamente a Dios, pues no aparece en ningún momento y la espera sin objetivo claro de Vladimir y Estragon representaría la espera de las masas por un ser que jamás aparecerá. Es una interpretación bastante popular de la obra, pero el mismo Beckett lo negó taxativamente durante toda su vida: "Si por Godot hubiera querido decir Dios, habría dicho Dios y no Godot". Otras interpretaciones mantienen que Pozzo representa el papel de explotador o dictador, dado su abuso tiránico de su criado y esclavo Lucky, quien ni siquiera piensa si no se le ordena (y cuando lo hace, se niega a escuchar las órdenes de Pozzo durante un tiempo). Pozzo usa la búsqueda de Godot para hacer que Vladimir y Estragon se queden y hablen con él, paralelismo con el uso de la devoción a Dios de las masas por parte de los líderes oportunistas para su propio beneficio.
Este fue el tercer intento de Beckett en el campo del drama después de una obra que no llegó a terminar sobre Samuel Johnson, y la mucho más convencional Eleutheria (que Beckett eliminó después de escribir Godot). Godot fue la primera que se llevó a escena. Fue un gran paso adelante hacia la experiencia normal humana tras su novela El innombrable. Subtitulado como una tragicomedia, el guion hace poca referencia a cómo deben ser el escenario o el vestuario (excepto la nota que especificaba que los cuatro personajes principales debían llevar bombines); la única referencia al escenario es escueta: "Un camino en el campo. Un árbol. De tarde.", antes del primer acto.